# モノディ
モノディまたはモノディー（ドイツ語・フランス語: Monodie, イタリア語: monodia, 英語: monody）は、15世紀終わりにカメラータによってフィレンツェ・ローマを中心に生まれた新しい独唱スタイルの音楽。独唱、または重唱の歌手と伴奏の楽器で演奏され、多くは弾き語りであった。
それまでの音楽は、多声部で書かれたポリフォニーを中心とし、均整のとれた滑らかな響きを指向するルネサンス音楽が主流であった。歌詞の言葉の意味をはっきりと表現し、また聞き取りたいというこの当時の知識人の要求から、それまでの伝統を音楽的間違いとし、独唱また少ない人数の重唱に伴奏楽器を伴う音楽が生まれ、これがレチタール・カンタンドrecitar cantando（語りながら歌う）と呼ばれる。モノディは、この様式の独唱歌曲を指す言葉だが、一般にはこのレチタール・カンタンド様式を指して使われることが多い。作曲の上での高い自由度ゆえに、極めて幅の広い音楽表現が可能になり、バロック音楽誕生の一つのきっかけとなった。

## 代表的な作曲家
- ジュリオ・カッチーニ
- エミリオ・デ・カヴァリエーリ
- ヤコポ・ペーリ
- クラウディオ・モンテヴェルディ
- シジズモンド・ディンディアなど